# میس افغانستان

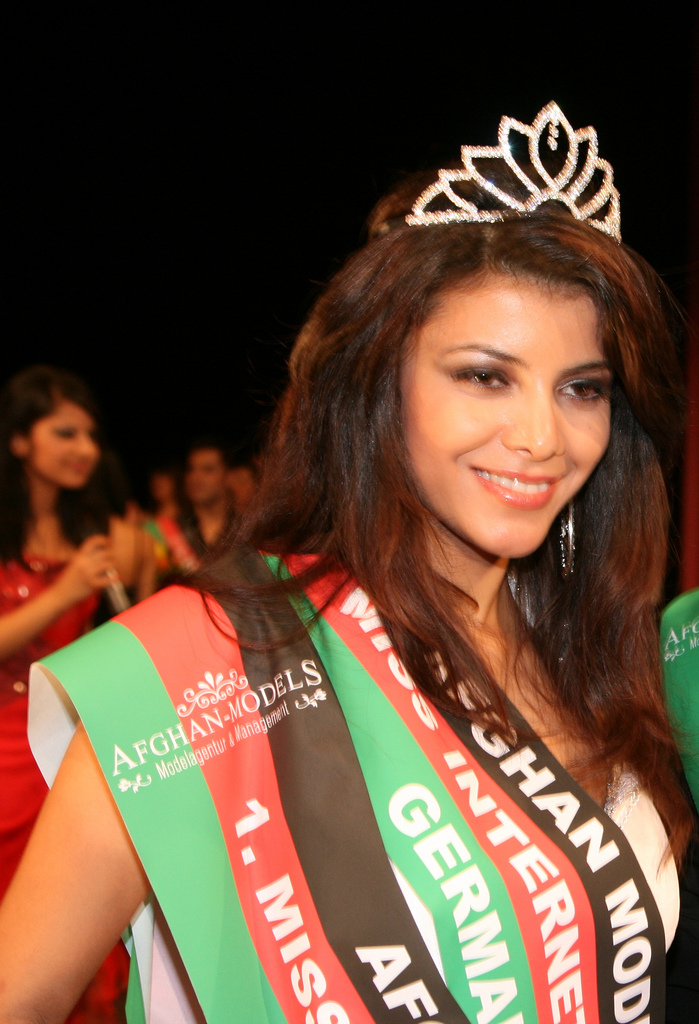
زرلشت سادات

میس افغانستان مسابقه زیبایی زنانه می‌باشد که مخصوص زنان جوان افغانستانی است. این عمل اکنون در افغانستان ممنوع است و در خارج از کشور انجام می‌شود.

## تاریخچه
زهره داود تنها خانمی است که در کشور خودش افغانستان در دسامبر ۱۹۷۲ عنوان میس افغانستان را کسب کرد.
زرلشت سادات در جریان گردهمایی مدل‌های افغانستانی در تبعید در هامبورگ به‌عنوان میس افغانستان ۲۰۰۹ انتخاب شد.

## برندگان
- زهره داود
- ویدا صمدزی
- زرلشت سادات
- بهاری عبادت